# 흑태양

베벨스부르크의 흑태양.

흑태양(黑太陽, 독일어: Schwarze Sonne 슈바르츠 존네[*]) 또는 태양륜(太陽輪, 독일어: Sonnenrad 존넨라트[*])은 오컬트 상징의 일종이다. 나치 독일 당시 베벨스부르크 성의 바닥에 모자이크되어 있던 문양이 가장 잘 알려져 있다. 흑태양은 베벨스부르크 성의 문양 외에 나치 독일에서 사용된 적이 없으나 나중에 일부 네오나치 운동이 이를 상징으로서 채택하였다.

## 같이 보기
- 태양 십자